# Đuôi chồn balansae
Đuôi chồn balansae hay hầu vĩ balansa (danh pháp: Uraria balansae) là một loài thực vật có hoa trong họ Đậu. Loài này được Schindl. miêu tả khoa học đầu tiên.